# 야마세 마미
야마세 마미(일본어: 山瀬 まみ やませ まみ[*], 1969년 10월 2일 ~)는 일본의 탤런트이다. 가나가와현 출신.